# A media luz
A media luz es un tango cuya letra pertenece a Carlos César Lenzi en tanto que la música es de Edgardo Donato, que se estrenó en 1925 en Montevideo, Uruguay.

## Los autores
Edgardo Donato (14 de abril de 1897, Buenos Aires, Argentina - 15 de febrero de 1963), Buenos Aires, cuyo nombre completo era Edgardo Felipe Valerio Donato fue un director de orquesta, compositor y violinista.
Carlos César Lenzi (Montevideo, Uruguay, 3 de noviembre de 1895 – Buenos Aires, 10 de junio de 1963) fue un diplomático, poeta y escritor que es autor de varias letras de tango, entre los cuales se encuentra A media luz.

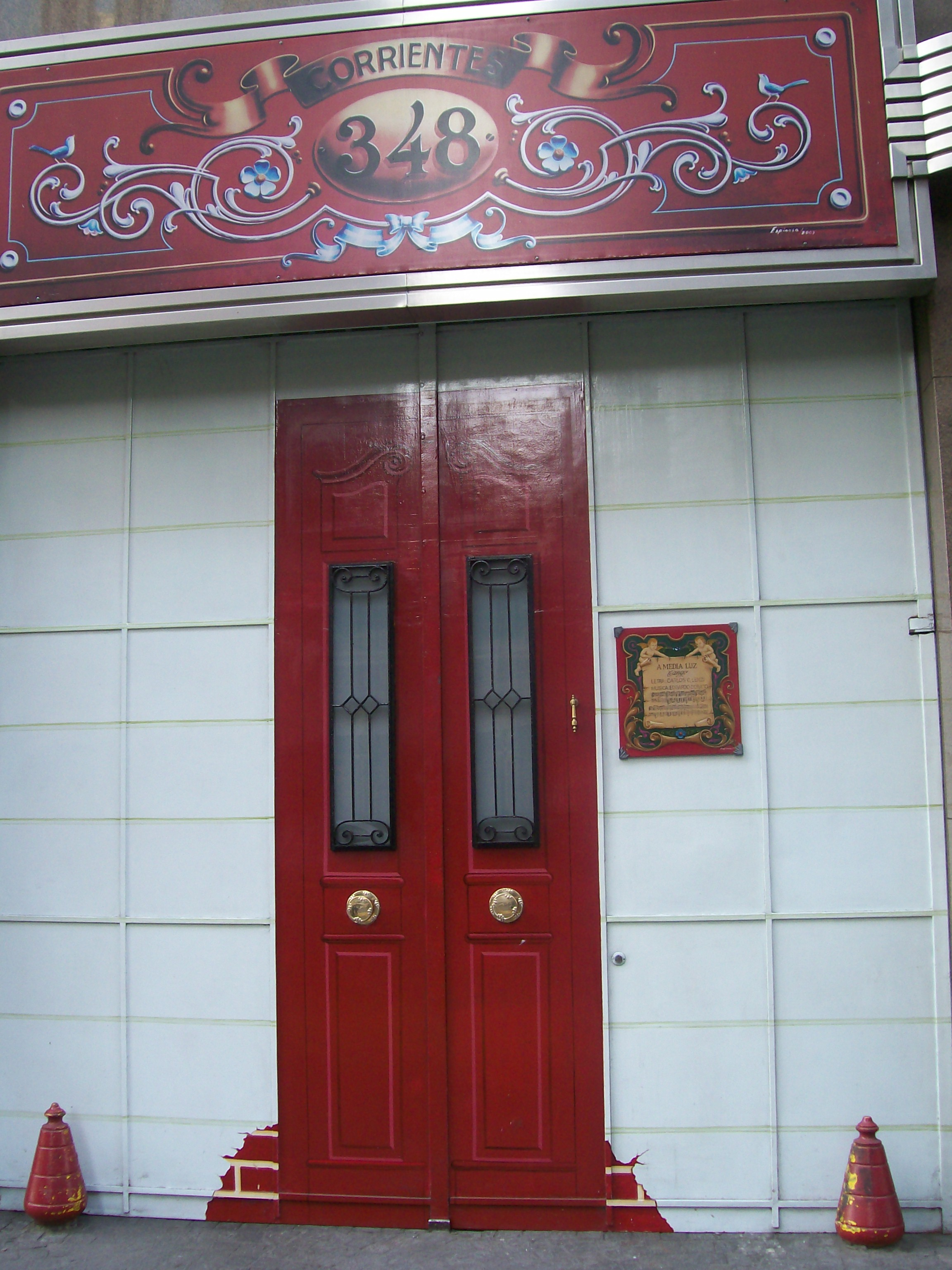
Frente actual de Corrientes 348 de Buenos Aires y cartel conmemorativo de A media luz

## Historia
En 1925 Lenzi le entregó a Donato una letra que, al decir de José Gobello es "más lupanaria que erótica" Se trataba del tango A media luz que sería uno de los más grabados mundialmente en la historia del género, que fue estrenado en Montevideo, en la revista musical Su majestad la revista, con la voz de la vedette chilena Lucy Clory, que enseguida fue registrado por Firpo, Canaro y Gardel, iniciando la serie de grabaciones realizadas por los más diversos artistas en el mundo. Fue un gran éxito de Azucena Maizani cuando lo incluyó en su repertorio a partir de octubre de 1926 en el Teatro de la Comedia, en Buenos Aires, en su propia compañía de revistas que encabezaba. Es una de las tres obras del género más grabadas y difundidas en el mundo
Según Francisco García Jiménez, una noche en la cual Edgardo Donato había sido contratado para amenizar una fiesta privada que se llevaba a cabo en el Palacio Wilson, una lujosa mansión montevideana, el músico tuvo la ocurrencia de hacer girar la llave que apagaba la araña de luces principal y anunciar: “¡ Ahora a media luz!. Mientras las parejas seguían bailando, uno de los invitados, Carlos Lenzi, recogió la frase y esa misma noche comenzó una letra inspirada en ella y pensando en el Buenos Aires que tan bien conocía. La siguió trabajando un mes hasta conseguir el resultado buscado y la entregó a Donato para que la musicalizara.

## Notas sobre la letra

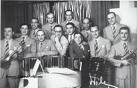
Edgardo Donato y su orquesta.